# Chlorophorus borneensis
Chlorophorus borneensis là một loài bọ cánh cứng trong họ Cerambycidae.